# Marvin Hamlisch

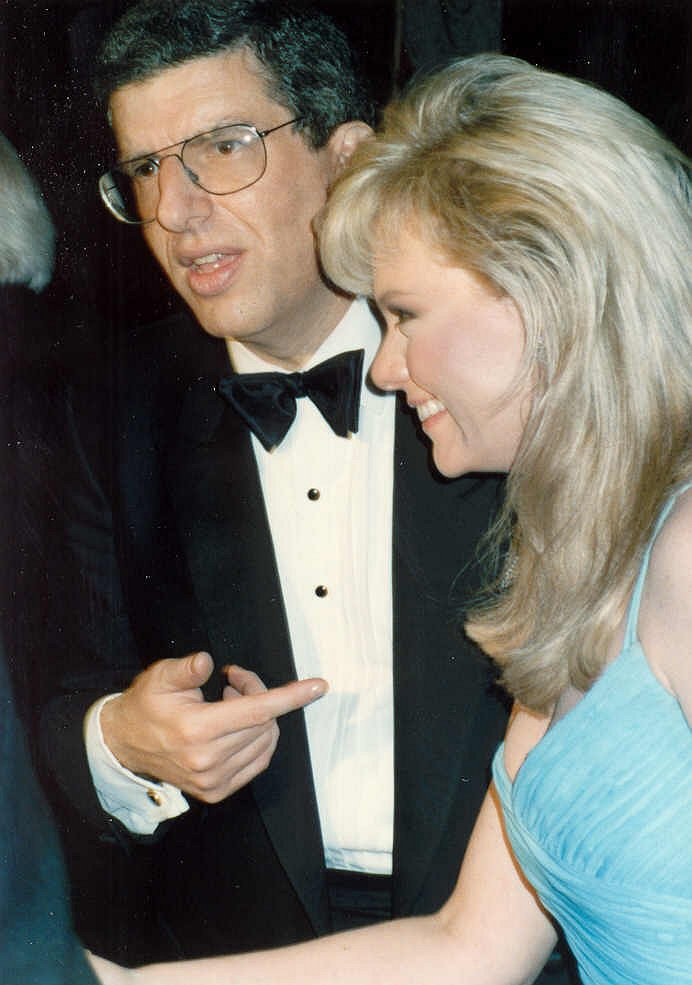
Marvin Hamlisch bij de Oscaruitreiking in 1989

Marvin Hamlisch (New York, 2 juni 1944 – Los Angeles, 6 augustus 2012) was een gelauwerde Amerikaanse componist en arrangeur. Hij en Richard Rodgers zijn de enige personen die ooit zowel een Emmy, een Grammy, een Oscar, een Tony als een Pulitzer Prize hebben gewonnen.
Marvin Hamlisch heeft vooral gecomponeerd voor films, musicals en televisie. In de jaren 1970 en begin jaren 1980 behaalde hij zijn grootste successen. In 1974 won hij drie Oscars; twee voor The Way We Were van Sydney Pollack met Barbra Streisand (voor de originele soundtrack en voor het titelnummer) en een voor de muziek bij The Sting van George Roy Hill met Paul Newman (adaptatie van de ragtime-muziek van Scott Joplin). In de filmmuziek voor The Sting was The entertainer van Scott Joplin verwerkt. Zijn muziek voor de musical A Chorus Line (1975, in 1985 verfilmd door Richard Attenborough) leverde hem een Pulitzer Prize op. De musical kreeg ook een Tony Award.
Hamlisch schreef ook de muziek voor de James Bondfilm The Spy Who Loved Me van Lewis Gilbert uit 1977. Hiermee ontving hij in 1978 een Oscar-nominatie voor beste originele soundtrack. Ook met de film Sophie's Choice van Alan J. Pakula uit 1982, werd hij in 1983 genomineerd voor een Oscar voor beste originele soundtrack. Andere Oscar-nominaties van Hamlisch waren zeven nominaties voor beste filmsong, met in 1972: voor de song "Life Is What You Make It" uit de film Kotch van Jack Lemmon, 1978: voor de song "Nobody Does It Better" uit The Spy Who Loved Me, 1979: voor de song "The Last Time I Felt Like This" uit de film Same Time Next Year van Robert Mulligan, 1980: voor de song "Through The Eyes of Love" uit de film Ice Castles van Donald Wyre, 1986: voor de song "Surprise Surprise" uit de filmversie van A Chorus Line, 1990: voor de song "The Girl Who Used To Be Me" uit de film Shirley Valentine van Lewis Gilbert en 1997: voor de song "I've Finally Found Someone" uit de film The Mirror Has Two Faces van Barbra Streisand.
Hamlisch overleed op 68-jarige leeftijd en werd begraven in Queens aan de Mount Zion Cemetery.

## Filmografie
- 1968: The Swimmer
- 1969: The April Fools
- 1969: Take the Money and Run
- 1970: Move
- 1970: The Last Warrior (aka: Flap)
- 1971: Bananas
- 1971: Kotch
- 1971: Something Big
- 1972: The War Between Men and Women
- 1973: The World's Greatest Athlete
- 1973: Save the Tiger
- 1973: The Way We Were
- 1973: The Sting (music adaptor)
- 1975: The Prisoner of Second Avenue
- 1977: The Spy Who Loved Me
- 1978: Same Time, Next Year
- 1978: Ice Castles
- 1979: Starting Over
- 1979: Chapter Two
- 1980: Ordinary People (music adaptor)
- 1980: Seems Like Old Times
- 1982: I Ought to Be in Pictures
- 1982: Sophie's Choice
- 1983: Romantic Comedy
- 1985: D.A.R.Y.L.
- 1987: Three Men and a Baby
- 1988: Little Nikita
- 1989: The January Man
- 1989: The Experts
- 1991: Missing Pieces
- 1991: Frankie and Johnny
- 1995: Open Season
- 1996: The Mirror Has Two Faces
- 2009: The Informant!
- 2013: Behind the Candelabra

## Theater
- 1973: Seesaw
- 1975: A Chorus Line
- 1978: They're Playing Our Song
- 1983: Jean Seberg
- 1986: Smile
- 1993: The Goodbye Girl
- 2002: Sweet Smell of Success

## Prijzen en nominaties

### Academy Awards
| Jaar | Titel                    | Categorie                   | Uitslag     |
| ---- | ------------------------ | --------------------------- | ----------- |
| 1972 | Kotch                    | Beste filmsong              | Genomineerd |
| 1974 | The Way We Were          | Beste dramtische filmmuziek | Gewonnen    |
| 1974 | The Way We Were          | Beste filmsong              | Gewonnen    |
| 1974 | The Sting                | Beste aanpassing filmmuziek | Gewonnen    |
| 1978 | The Spy Who Loved Me     | Beste filmmuziek            | Genomineerd |
| 1978 | The Spy Who Loved Me     | Beste filmsong              | Genomineerd |
| 1979 | Same Time, Next Year     | Beste filmsong              | Genomineerd |
| 1980 | Ice Castles              | Beste filmsong              | Genomineerd |
| 1983 | Sophie's Choice          | Beste filmmuziek            | Genomineerd |
| 1986 | A Chorus Line            | Beste filmsong              | Genomineerd |
| 1990 | Shirley Valentine        | Beste filmsong              | Genomineerd |
| 1997 | The Mirror Has Two Faces | Beste filmsong              | Genomineerd |

### Emmy Awards
| Jaar | Titel                                                            | Categorie                                                          | Uitslag     |
| ---- | ---------------------------------------------------------------- | ------------------------------------------------------------------ | ----------- |
| 1991 | Brooklyn Bridge                                                  | Beste titelmuziek, afl. "When Irish Eyes are Smiling"              | Genomineerd |
| 1995 | Barbra: The Concert                                              | Beste muziek en teksten, voor de song: "Ordinary Miracles"         | Gewonnen    |
| 1995 | Barbra: The Concert                                              | Beste muziek regie                                                 | Gewonnen    |
| 1999 | AFI's 100 Years... 100 Movies: America's Greatest Movies         | Beste muziek en teksten, voor de song: "A Ticket To Dream"         | Gewonnen    |
| 2000 | AFI's 100 Years... 100 Movies: America's Greatest Screen Legends | Beste muziek en teksten, voor de song: "Without You"               | Genomineerd |
| 2001 | Timeless: Live in Concert                                        | Beste muziek regie                                                 | Gewonnen    |
| 2001 | AFI Life Achievement Award: A Tribute to Barbra Streisand        | Beste muziek en teksten, voor de song: "On the Way to Becoming Me" | Genomineerd |

### Golden Globe Awards
| Jaar | Titel                    | Categorie        | Uitslag     |
| ---- | ------------------------ | ---------------- | ----------- |
| 1972 | Kotch                    | Beste filmsong   | Gewonnen    |
| 1974 | The Way We Were          | Beste filmsong   | Gewonnen    |
| 1978 | The Spy Who Loved Me     | Beste filmmuziek | Genomineerd |
| 1978 | The Spy Who Loved Me     | Beste filmsong   | Genomineerd |
| 1979 | Same Time, Next Year     | Beste filmsong   | Genomineerd |
| 1980 | Ice Castles              | Beste filmsong   | Genomineerd |
| 1980 | Starting Over            | Beste filmsong   | Genomineerd |
| 1990 | Shirley Valentine        | Beste filmsong   | Genomineerd |
| 1997 | The Mirror Has Two Faces | Beste filmmuziek | Genomineerd |
| 1997 | The Mirror Has Two Faces | Beste filmsong   | Genomineerd |
| 2010 | The Informant!           | Beste filmmuziek | Genomineerd |

### Grammy Awards
| Jaar | Titel                | Categorie                                                                 | Uitslag     |
| ---- | -------------------- | ------------------------------------------------------------------------- | ----------- |
| 1975 | The Way We Were      | Beste album originele muziek geschreven voor een film                     | Gewonnen    |
| 1978 | The Spy Who Loved Me | Beste album originele muziek geschreven voor een film of televisiespecial | Genomineerd |
| 1980 | Ice Castles          | Beste album originele muziek geschreven voor een film of televisiespecial | Genomineerd |
| 1990 | Shirley Valentine    | Beste song geschreven voor film of televisie                              | Genomineerd |

## NPO Radio 2 Top 2000
| Nummer met noteringen in de NPO Radio 2 Top 2000 | '99  | '00  |
| ------------------------------------------------ | ---- | ---- |
| The Entertainer                                  | 1928 | 1911 |

1. ↑  Een vetgedrukt getal geeft de hoogste notering aan.
2. ↑  Deze tabel is bijgewerkt tot en met de laatste editie (2024).